# Rudolftelep
Rudolftelep község Borsod-Abaúj-Zemplén vármegyében, a Kazincbarcikai járásban.

## Fekvése
A vármegye északnyugati részén, Kazincbarcikától 10 kilométer távolságra, a Mák-patak völgyében helyezkedik el. Dombok közé épült zsáktelepülés; csak egy domb választja el Izsófalvától, ahonnan a 2609-es útból kiágazó 26 106-os út vezet a községbe. Ha a településen feljebb megyünk, akkor a meddőhányóhoz érünk, innen a Gerincnek is nevezett domb választja el Ormosbányától.

## Nevének eredete
Nevét Rudolf Cohachtról kapta. Ő volt az, aki bányatelkét az induló bánya-részvénytársaságnak adta. Róla kapta a Rudolf akna a nevét, majd a település is.

## Története
A 19. század végén több vállalkozás is megpróbálta kitermelni a környéken található szénmezőket. A falu is ekkor jött létre. A Rudolf akna nevet kapta a bánya, de a termelés elég rendszertelenül folyt. A 20. század elején kezdődött a nagyüzemi termelés. Ezekben az években indult fejlődésnek a település. Munkás- és tisztviselői lakások épültek, ekkor bővült a falu orvosi rendelővel, élelmiszer raktárral. Az 1950-es években vett nagy lendületet a bányászat. Ez azonban az 1980-as évekre véget ért, egyre nehezebb helyzetbe került a település.
1992. március 12-én befejeződött az állami finanszírozással folytatott bányászat. A bánya még nem zárt be, hanem magántulajdonú vállalkozásként folytatódott a termelés. 2000 márciusában azonban végleg bezárt a bánya. A község korábban Izsófalva része volt. 1993 augusztusában népszavazáson döntött a település az Izsófalvától való elszakadásról. Adminisztrációs okok miatt csak 1994 decemberében, hivatalosan pedig 1995. január 1-jén vált önálló településsé.

## Közélete

### Polgármesterei
- 1994–1998: Nahaj Máté (független)[3]
- 1998–2002: Zilahi Dezső (független)[4]
- 2002–2006: Zilahi Dezső (független)[5]
- 2006–2010: Lukán Béla (független)[6]
- 2010–2014: Rozlozsnik Jánosné (független)[7]
- 2014–2019: Rozlozsnik Jánosné (független)[8]
- 2019–2024: Zilahy Zoltán (független)[9]
- 2024– : Zilahy Zoltán (független)[1]

## Népesség
A település népességének változása:
| Lakosok száma | 716  | 725  | 711  | 701  | 680  | 699  | 676  |
|               | 2013 | 2014 | 2015 | 2021 | 2022 | 2023 | 2024 |

2001-ben a település lakosságának 99%-a magyar, 1%-a német nemzetiségűnek vallotta magát.
A 2011-es népszámlálás során a lakosok 67,5%-a magyarnak, 3% cigánynak, 0,7% németnek mondta magát (32,4% nem nyilatkozott; a kettős identitások miatt a végösszeg nagyobb lehet 100%-nál). A vallási megoszlás a következő volt: római katolikus 18,5%, református 9%, görögkatolikus 4,1%, evangélikus 0,7%, felekezeten kívüli 27,5% (39% nem válaszolt).
2022-ben a lakosság 88,1%-a vallotta magát magyarnak, 0,9% németnek, 0,7% cigánynak, 0,1% ukránnak, 0,1% bolgárnak, 0,4% egyéb, nem hazai nemzetiségűnek (11,9% nem nyilatkozott; a kettős identitások miatt a végösszeg nagyobb lehet 100%-nál). Vallásuk szerint 9,9% volt római katolikus, 7,1% református, 5,6% görög katolikus, 0,7% egyéb keresztény, 0,3% evangélikus, 20,9% felekezeten kívüli (54,9% nem válaszolt).

## Nevezetességei

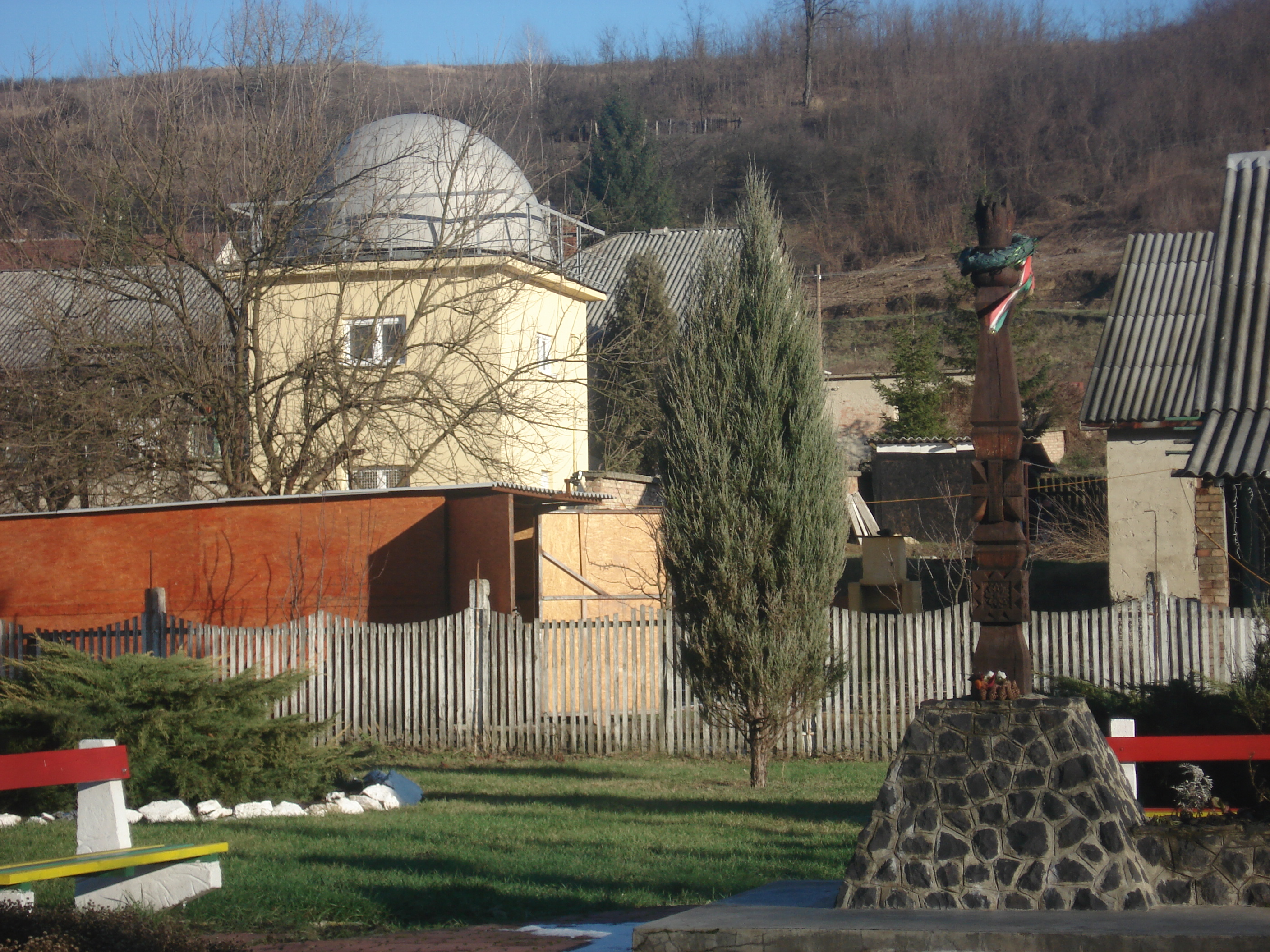
Pozsgai János csillagvizsgáló (Csillagda)

- Ökumenikus templom, 2000 és 2002 között épült.
- Millenniumi Emlékpark
- Székely-kapu
- József Attila Művelődési Ház múzeuma
- Császta Puszta (üdülő)
- Pozsgai János csillagvizsgáló (Csillagda). Az 1976-ban átadott csillagvizsgáló a Mikoviny Sámuel Általános Iskola udvarán helyezkedik el. 2015-ben felújították, ekkortól  a helyi amatőrcsillagászati élet meghatározó alakjának, néhai Pozsgai Jánosnak nevét viseli.[13]

## Közintézmények
- Mikoviny Sámuel Tagiskola és Óvoda
  - Iskola: 3742 Rudolftelep, József Attila út 4.
  - Óvoda: Népkert út 3.
- József Attila Művelődési Ház - József Attila út 1.
- Orvosi rendelő / Anya, Gyermek és Csecsemővédelmi Szolgálat - Mikoviny Sámuel út 5/3.